# Man After Man: An Anthropology of the Future
Man After Man: An Anthropology of the Future – książka szkockiego geologa Dougala Dixona wydana w 1990 roku z pogranicza literatury popularnonaukowej oraz science fiction. Autor prezentuje w książce hipotetyczną ścieżkę ewolucji człowieka w przyszłości. Man After Man jest trzecią książką autora z zakresu ewolucji spekulatywnej.

## Zarys treści
Autor we wstępie książki omawia proces ewolucji oraz aspekty inżynierii genetycznej. Następnie w części pierwszej książki przedstawia dotychczasową historię ewolucji człowieka w okresie od 8 milionów lat temu do 100 lat temu. W drugiej części książki autor zaprezentował przyszłą drogę ewolucji człowieka w okresie kolejnych 5 milionów lat. W przyszłości człowiek (Homo sapiens sapiens) dzięki zastosowaniu inżynierii genetycznej oraz technologii wpływa na własny proces ewolucji, co doprowadza do projektowania nowych gatunków człowieka, które są zdolne np. do życia pod wodą czy w kosmosie. W późniejszym okresie gatunek człowieka – Homo sapiens sapiens wyginął z powierzchni Ziemi. Po wyginięciu człowieka Ziemie zamieszkują genetycznie zmodyfikowane gatunki człowieka, które konkurują między sobą i ewoluują. Łącznie w okresie 5 milionów lat Ziemie zamieszkuje 40 różnych gatunków człowieka, które żyją w zróżnicowanych niszach. 
W ostatnim okresie za 5 milionów lat na Ziemie powraca potomek człowieka, który skolonizował kosmos. Nowy gatunek człowieka opanowuje Ziemie, nie wiedząc jednocześnie że jest to miejsce z którego się wywodzi. Eksploruje on zasoby Ziemi doprowadzając do jej upadku. W ostateczności opuszcza on zdegradowaną Ziemie i przenosi się na inne planety. W głębi ziemskich oceanów pozostał jeden przodek człowieka podobny do ryby – Piscanthropus profundus, który żyje w regionie podwodnych grzbietów wulkanicznych i posiada intelekt. Możliwe, że w przyszłości jego potomkowie będą zdolni do ponownego opanowania Ziemi.

## Odbiór
Man After Man jest trzecią książką autora, w której porusza temat ewolucji spekulatywnej. Wcześniej poruszył ten temat w książkach pt. After Man: A Zoology of the Future (1981) i The New Dinosaurs: An Alternative Evolution (1988) oraz w późniejszej publikacji The Future Is Wild: A Natural History of the Future (2003, z Johnem Adamsem). 
W opinii Johna Wilkesa w recenzji dla Los Angeles Times wyobrażenia przyszłych gatunków człowieka oparte są na solidnej wiedzy autora z zakresu działania natury. Jednocześnie zaznacza, że niektóre wyobrażenia o umięśnieniu i budowie szkieletu nie są do końca poprawne pod względem anatomicznym.